# Spade (Texas)
Spade is een plaats (census-designated place) in de Amerikaanse staat Texas, en valt bestuurlijk gezien onder Lamb County.

## Demografie
Bij de volkstelling in 2000 werd het aantal inwoners vastgesteld op 100.

## Geografie
Volgens het United States Census Bureau beslaat de plaats een oppervlakte van
5,1 km², geheel bestaande uit land. Spade ligt op ongeveer 1072 m boven zeeniveau.

## Plaatsen in de nabije omgeving
De onderstaande figuur toont nabijgelegen plaatsen in een straal van 32 km rond Spade.